# Zwolsche Boys in het seizoen 1964/65
Het seizoen 1964/1965 was het 48e jaar in het bestaan van de Zwolse betaaldvoetbalclub Zwolsche Boys. De club kwam uit in de Tweede divisie A en eindigde daarin op de 16e plaats. Ook werd deelgenomen aan het toernooi om de KNVB beker, hierin werd de club in de eerste ronde uitgeschakeld door VVV (0–2).

## Wedstrijdstatistieken

### Tweede divisie A
| 1e speelronde                                                                                           | Zwolsche Boys                                              | 2 – 3 (0 – 2) | ZFC                                                                |
| 23 augustus 1964 Plaats: Zwolle Gemeentelijk Sportpark                                                  | Henny Hendriksen 67' (pen.) Coen van Vilsteren 68'         |               | 9' (e.d.) Henk Overmars 42' (pen.) Jan Brouwer 53' Wietze Couperus |
| 2e speelronde                                                                                           | Heerenveen                                                 | 2 – 0 (1 – 0) | Zwolsche Boys                                                      |
| 30 augustus 1964 Plaats: Heerenveen Gemeentelijk Sportpark                                              | Hans Zwart 40' (pen.)                                      |               |                                                                    |
| 3e speelronde                                                                                           | Zwolsche Boys                                              | 1 – 3 (0 – 0) | Zwartemeer                                                         |
| 6 september 1964 Plaats: Zwolle Gemeentelijk Sportpark                                                  | Henny Hendriksen                                           |               | 54' Freek Schutten 60' Bennie Specken 82' Tonny Roosken            |
| 4e speelronde                                                                                           | Vitesse                                                    | 1 – 1 (1 – 0) | Zwolsche Boys                                                      |
| 13 september 1964 Plaats: Arnhem Nieuw-Monnikenhuize                                                    | Chris de Vries 39'                                         |               | Henny Hendriksen                                                   |
| 5e speelronde                                                                                           | Zwolsche Boys                                              | 1 – 3 (1 – 1) | PEC                                                                |
| 20 september 1964 Plaats: Zwolle Gemeentelijk Sportpark                                                 | Jan de Vries 38'                                           |               | 35' Gerrit Voges 50' Jan van Rooijen 71' Leo Koopman               |
| 6e speelronde                                                                                           | Haarlem                                                    | 1 – 0 (0 – 0) | Zwolsche Boys                                                      |
| 27 september 1964 Plaats: Haarlem Jan Gijzenkade                                                        | Gerrit Peijs 50'                                           |               |                                                                    |
| 7e speelronde                                                                                           | Zwolsche Boys                                              | 2 – 3 (0 – 1) | Tubantia                                                           |
| 11 oktober 1964 Plaats: Zwolle Gemeentelijk Sportpark                                                   | Henny Hendriksen 74' Karel van der Woude 78'               |               | 22' (e.d.) Folly van Dam 58' Bertus Strating 87' Rinus Paskamp     |
| 8e speelronde                                                                                           | FC Zaanstreek                                              | 2 – 3 (2 – 1) | Zwolsche Boys                                                      |
| 18 oktober 1964 Plaats: Koog aan de Zaan Breestraat                                                     | Jan de Vries 12' (e.d.) Ger Clement                        |               | Jaap Advocaat Coen van Vilsteren Tjeerd Henstra                    |
| 9e speelronde                                                                                           | Zwolsche Boys                                              | 1 – 2 (0 – 0) | SC Cambuur                                                         |
| 1 november 1964 Plaats: Zwolle Gemeentelijk Sportpark Toeschouwers: 5.000                               | Karel van der Woude 77'                                    |               | 82' Jan van der Meer 87' Johan Wieringa                            |
| 10e speelronde                                                                                          | AGOVV                                                      | 2 – 0 (0 – 0) | Zwolsche Boys                                                      |
| 8 november 1964 Plaats: Apeldoorn Berg & Bos                                                            | Jan Brouwer 63' Jan Fiechter 73'                           |               |                                                                    |
| 11e speelronde                                                                                          | Zwolsche Boys                                              | 1 – 2 (1 – 1) | Wageningen                                                         |
| 15 november 1964 Plaats: Zwolle Gemeentelijk Sportpark                                                  | Henny Hendriksen 29'                                       |               | 26', 86' Epi Drost                                                 |
| 12e speelronde                                                                                          | Hilversum                                                  | 2 – 2 (2 – 0) | Zwolsche Boys                                                      |
| 22 november 1964 Plaats: Hilversum Gemeentelijk Sportpark                                               | Nico van Beeren Leen Vermeulen                             |               | –', –' (pen.) Henny Hendriksen                                     |
| 13e speelronde                                                                                          | De Graafschap                                              | 5 – 2 (1 – 0) | Zwolsche Boys                                                      |
| 29 november 1964 Plaats: Doetinchem De Vijverberg                                                       | Jan Roes –', –', –' Evert Bruning –', –'                   |               | Henny Hendriksen Hannes Pfeiffer                                   |
| 14e speelronde                                                                                          | Zwolsche Boys                                              | 1 – 1 (0 – 1) | EDO                                                                |
| 13 december 1964 Plaats: Zwolle Gemeentelijk Sportpark                                                  | Richard Jongman 90'                                        |               | 25' Berends                                                        |
| 15e speelronde                                                                                          | RCH                                                        | 3 – 0 (1 – 0) | Zwolsche Boys                                                      |
| 20 december 1964 Plaats: Heemstede Sportparklaan                                                        | László Nánai –', –' Roelof van der Hulst –' (e.d.)         |               |                                                                    |
| 16e speelronde                                                                                          | Zwolsche Boys                                              | 0 – 1 (0 – 0) | Heerenveen                                                         |
| 10 januari 1965 Plaats: Zwolle Gemeentelijk Sportpark Toeschouwers: 4.000                               |                                                            |               | 64' Henk Boerema                                                   |
| 17e speelronde                                                                                          | Zwartemeer                                                 | 1 – 1 (1 – 0) | Zwolsche Boys                                                      |
| 17 januari 1965 Plaats: Klazienaveen Mr. Ovingstraat                                                    | Tonny Roosken 14'                                          |               | 82' Karel van der Woude                                            |
| 18e speelronde                                                                                          | Zwolsche Boys                                              | 2 – 4 (2 – 3) | Vitesse                                                            |
| 24 januari 1965 Plaats: Zwolle Gemeentelijk Sportpark                                                   | Folly van Dam 11' Karel van der Woude 15'                  |               | 25', 29' Chris de Vries 34', 83' Jan Veenstra                      |
| 19e speelronde                                                                                          | PEC                                                        | 1 – 1 (0 – 0) | Zwolsche Boys                                                      |
| 7 februari 1965 Plaats: Zwolle De Vrolijkheid                                                           | Joop Schuman 75'                                           |               | 70' Karel van der Woude                                            |
| 20e speelronde                                                                                          | Zwolsche Boys                                              | 1 – 1 (0 – 1) | Haarlem                                                            |
| 14 februari 1965 Plaats: Zwolle Gemeentelijk Sportpark                                                  | Tjeerd Henstra 48'                                         |               | 44' Gerrit Peijs                                                   |
| 21e speelronde                                                                                          | Tubantia                                                   | 2 – 0 (1 – 0) | Zwolsche Boys                                                      |
| 21 februari 1965 Plaats: Hengelo Veldwijk Toeschouwers: 3.000 Scheidsrechter: Elsinga                   | Jan Rompelman –', –'                                       |               |                                                                    |
| 22e speelronde                                                                                          | ZFC                                                        | 3 – 2 (2 – 1) | Zwolsche Boys                                                      |
| 28 februari 1965 Plaats: Zaandam Westzanerdijk                                                          | Jan Wagendrever 13' Cor Smit 26' (pen.) Harmen Veerman 84' |               | Hans Jansen Puck van der Horst                                     |
| 23e speelronde                                                                                          | Zwolsche Boys                                              | 1 – 1 (0 – 0) | FC Zaanstreek                                                      |
| 7 maart 1965 Plaats: Zwolle Gemeentelijk Sportpark                                                      | Puck van der Horst 88'                                     |               | 81' Hans Paauwe                                                    |
| 24e speelronde                                                                                          | SC Cambuur                                                 | 2 – 3 (0 – 2) | Zwolsche Boys                                                      |
| 21 maart 1965 Plaats: Leeuwarden Cambuurstadion                                                         | Jan van der Meer 55' Johan Wieringa 90'                    |               | 11', 17' Henny Hendriksen 88' Henk van Brussel                     |
| 25e speelronde                                                                                          | Zwolsche Boys                                              | 1 – 1 (0 – 0) | AGOVV                                                              |
| 28 maart 1965 Plaats: Zwolle Gemeentelijk Sportpark                                                     | Henny Hendriksen 47'                                       |               | 82' Jan Fiechter                                                   |
| 26e speelronde                                                                                          | Wageningen                                                 | 2 – 1 (1 – 1) | Zwolsche Boys                                                      |
| 4 april 1965 Plaats: Wageningen Wageningse Berg                                                         | Jan van de Bovenkamp Gerrit Martens                        |               | Henny Hendriksen                                                   |
| 27e speelronde                                                                                          | Zwolsche Boys                                              | 3 – 1 (0 – 0) | Hilversum                                                          |
| 11 april 1965 Plaats: Zwolle Gemeentelijk Sportpark Toeschouwers: 3.500 Scheidsrechter: G. J. Klaassens | Coen van Vilsteren Henny Hendriksen Puck van der Horst     |               | Wil Kreuning                                                       |
| 28e speelronde                                                                                          | Zwolsche Boys                                              | 0 – 2 (0 – 1) | De Graafschap                                                      |
| 19 april 1965 Plaats: Zwolle Gemeentelijk Sportpark Scheidsrechter: Dhr. Griek                          |                                                            |               | Joop Hartjes Albers                                                |
| 29e speelronde                                                                                          | EDO                                                        | 4 – 1 (0 – 1) | Zwolsche Boys                                                      |
| 25 april 1965 Plaats: Haarlem Noordersportpark                                                          | Doby Peters 46', 71', 73' Ferry Kock 65'                   |               | 38' Henny Hendriksen                                               |
| 30e speelronde                                                                                          | Zwolsche Boys                                              | 1 – 2 (0 – 1) | RCH                                                                |
| 2 mei 1965 Plaats: Zwolle Gemeentelijk Sportpark                                                        | Henny Hendriksen 71'                                       |               | 21', 54' Dick Meijer                                               |

### KNVB beker
| 1e ronde                                             | Zwolsche Boys | 0 – 2 (0 – 2) | VVV                                |
| 4 oktober 1964 Plaats: Zwolle Gemeentelijk Sportpark |               |               | 15' Frans Derix 42' Frans de Bruin |

## Statistieken Zwolsche Boys 1964/1965

### Eindstand Zwolsche Boys in de Nederlandse Tweede divisie A 1964 / 1965
| Stand | Gespeeld | Gewonnen | Gelijk | Verloren | Punten | Doelpunten voor | Doelpunten tegen |
| ----- | -------- | -------- | ------ | -------- | ------ | --------------- | ---------------- |
| 16e   | 30       | 3        | 8      | 19       | 14     | 35              | 63               |

| #      | Naam                | Goal |
| ------ | ------------------- | ---- |
| 1.     | Henny Hendriksen    | 15   |
| 2.     | Karel van der Woude | 5    |
| 3.     | Puck van der Horst  | 3    |
| 3.     | Coen van Vilsteren  | 3    |
| 5.     | Tjeerd Henstra      | 2    |
| 6.     | Jaap Advocaat       | 1    |
| 6.     | Henk van Brussel    | 1    |
| 6.     | Folly van Dam       | 1    |
| 6.     | Hans Jansen         | 1    |
| 6.     | Richard Jongman     | 1    |
| 6.     | Hannes Pfeiffer     | 1    |
| 6.     | Jan de Vries        | 1    |
| Totaal | Totaal              | 35   |

| #      | Naam        | Goal |
| ------ | ----------- | ---- |
| –      | Geen speler | 0    |
| Totaal | Totaal      | 0    |

### Punten per tegenstander
|       | AGOVV | Cambuur | EDO | De Graafschap | Haarlem | Heerenveen | Hilversum | PEC | RCH | Tubantia | Vitesse | Wageningen | Zaanstreek | ZFC | Zwartemeer |
| ----- | ----- | ------- | --- | ------------- | ------- | ---------- | --------- | --- | --- | -------- | ------- | ---------- | ---------- | --- | ---------- |
| Thuis | 1     | 0       | 1   | 0             | 1       | 0          | 2         | 0   | 0   | 0        | 0       | 0          | 1          | 0   | 0          |
| Uit   | 0     | 2       | 0   | 0             | 0       | 0          | 1         | 1   | 0   | 0        | 1       | 0          | 2          | 0   | 1          |

### Doelpunten per tegenstander
|       | AGOVV | Cambuur | EDO | De Graafschap | Haarlem | Heerenveen | Hilversum | PEC | RCH | Tubantia | Vitesse | Wageningen | Zaanstreek | ZFC | Zwartemeer | Totaal |
| ----- | ----- | ------- | --- | ------------- | ------- | ---------- | --------- | --- | --- | -------- | ------- | ---------- | ---------- | --- | ---------- | ------ |
| Thuis | 1     | 1       | 1   | 0             | 1       | 0          | 3         | 1   | 1   | 2        | 2       | 1          | 1          | 2   | 1          | 18     |
| Uit   | 0     | 3       | 1   | 2             | 0       | 0          | 2         | 1   | 0   | 0        | 1       | 1          | 3          | 2   | 1          | 17     |
|       |       |         |     |               |         |            |           |     |     |          |         |            |            |     |            | 35     |